# Justin Gimelstob
Justin Gimelstob (Livingston, 26 gennaio 1977) è un allenatore di tennis ed ex tennista statunitense.

## Carriera
Tennista con una buona carriera nel doppio, in questa specialità ha conquistato tredici titoli oltre a due titoli dello Slam nel doppio misto, assieme a Venus Williams.

In singolare non è mai riuscito a superare il terzo turno negli Slam, ha raggiunto invece una finale al Hall of Fame Tennis Championships 2006 venendo però sconfitto da Mark Philippoussis in due set.

Dopo il suo ritiro ha intrapreso la carriera di commentatore per Tennis Channel oltre ad occuparsi delle interviste a bordo campo durante gli US Open. Inoltre è titolare di un blog, che gestisce per le sue collaborazioni a Sports Illustrated.

Del suo nome il mondo del tennis si ricorda in particolare per il fatto che al 1º round del torneo di Miami nel 2000, fu la prima "vittima" della prima vittoria nel circuito ATP dell'allora sconosciuto Roger Federer. 
É stato membro dello staff dello statunitense John Isner.

## Statistiche

### Singolare

#### Finali perse (1)
| Legenda                                                       |
| Grande Slam (0)                                               |
| Tennis Masters Cup / ATP World Tour Finals (0)                |
| Masters Series / ATP World Tour Master 1000 (0)               |
| ATP International Series Gold / ATP World Tour 500 Series (0) |
| ATP International Series / ATP World Tour 250 Series (1)      |

| No. | Data           | Torneo                                     | Superficie | Avversario in finale | Punteggio |
| 1.  | 16 luglio 2006 | Hall of Fame Tennis Championships, Newport | Erba       | Mark Philippoussis   | 6-3, 7-5  |

### Doppio

#### Vittorie (13)
| Legenda                                                       |
| Grande Slam (0)                                               |
| Tennis Masters Cup / ATP World Tour Finals (0)                |
| Masters Series / ATP World Tour Master 1000 (0)               |
| ATP International Series Gold / ATP World Tour 500 Series (3) |
| ATP International Series / ATP World Tour 250 Series (10)     |

| No. | Data              | Torneo                                     | Superficie  | Compagno          | Avversario in finale              | Punteggio        |
| 1.  | 14 luglio 1997    | Hall of Fame Tennis Championships, Newport | Erba        | Brett Steven      | Kent Kinnear Aleksandar Kitinov   | 6-3, 6-4         |
| 2.  | 22 giugno 1998    | Nottingham Open, Nottingham                | Erba        | Byron Talbot      | Sébastien Lareau Daniel Nestor    | 7-5, 6-7, 6-4    |
| 3.  | 8 marzo 1999      | Tennis Channel Open, Scottsdale            | Cemento     | Richey Reneberg   | Mark Knowles Sandon Stolle        | 6-4, 6(4)–7, 6-3 |
| 4.  | 2 maggio 1999     | Verizon Tennis Challenge, Atlanta          | Terra verde | Patrick Galbraith | Todd Woodbridge Mark Woodforde    | 5-7, 7–6(4), 6-3 |
| 5.  | 21 giugno 1999    | Nottingham Open, Nottingham (2)            | Erba        | Patrick Galbraith | Marius Barnard Brent Haygarth     | 5-7, 7-5, 6-3    |
| 6.  | 22 agosto 1999    | Legg Mason Tennis Classic, Washington      | Cemento     | Sébastien Lareau  | David Adams John-Laffnie de Jager | 7-5, 6(2)–7, 6-3 |
| 7.  | 14 novembre 1999  | Kremlin Cup, Mosca                         | Cemento     | Daniel Vacek      | Andrij Medvedjev Marat Safin      | 6–2, 6–1         |
| 8.  | 20 febbraio 2000  | Kroger St. Jude International, Memphis     | Cemento     | Sébastien Lareau  | Jim Grabb Richey Reneberg         | 6-4, 6-4         |
| 9.  | 17 settembre 2000 | Tashkent Open, Tashkent                    | Cemento     | Scott Humphries   | Robbie Koenig Marius Barnard      | 6–3, 6–2         |
| 10. | 5 ottobre 2003    | Japan Open Tennis Championships, Tokyo     | Cemento     | Nicolas Kiefer    | Scott Humphries Mark Merklein     | 6-7, 6-3, 7-6    |
| 11. | 19 settembre 2004 | China Open, Pechino                        | Cemento     | Graydon Oliver    | Alex Bogomolov Jr. Taylor Dent    | 4-6, 6-4, 7–6(6) |
| 12. | 3 ottobre 2004    | Thailand Open, Bangkok                     | Cemento     | Graydon Oliver    | Yves Allegro Roger Federer        | 5-7, 6-4, 6-4    |
| 13. | 19 settembre 2005 | China Open, Pechino (2)                    | Cemento     | Nathan Healey     | Dmitrij Tursunov Michail Južnyj   | 4–6, 6–3, 6–2    |